# Жирондель
Жиронде́ль (фр. Girondelle) — коммуна во Франции, находится в регионе Шампань — Арденны. Департамент — Арденны. Входит в состав кантона Рюминьи. Округ коммуны — Шарлевиль-Мезьер.
Код INSEE коммуны — 08189.
Коммуна расположена приблизительно в 185 км к северо-востоку от Парижа, в 100 км севернее Шалон-ан-Шампани, в 25 км к западу от Шарлевиль-Мезьера.

## Население
Население коммуны на 2008 год составляло 150 человек.
| 1962 | 1968 | 1975 | 1982 | 1990 | 1999 | 2008 |
| ---- | ---- | ---- | ---- | ---- | ---- | ---- |
| 153  | 171  | 153  | 151  | 127  | 139  | 150  |

## Администрация
| Период | Период | Фамилия         | Партия | Должность |
| ------ | ------ | --------------- | ------ | --------- |
| 2001   | 2008   | Робер Марки     |        |           |
| 2008   |        | Жан-Поль Сомлет |        |           |

## Экономика
В 2007 году среди 94 человек в трудоспособном возрасте (15—64 лет) 67 были экономически активными, 27 — неактивными (показатель активности — 71,3 %, в 1999 году было 63,9 %). Из 67 активных работали 60 человек (37 мужчин и 23 женщины), безработных было 7 (2 мужчин и 5 женщин). Среди 27 неактивных 10 человек были учениками или студентами, 7 — пенсионерами, 10 были неактивными по другим причинам.

## Достопримечательности
- Церковь Сен-Никез.
- Церковь Сен-Реми. Внутри расположена купель из синего камня, украшенная тремя человеческими головами. Углы украшают стилизованные листья. Исторический памятник с 1963 года.[3]

## Фотогалерея

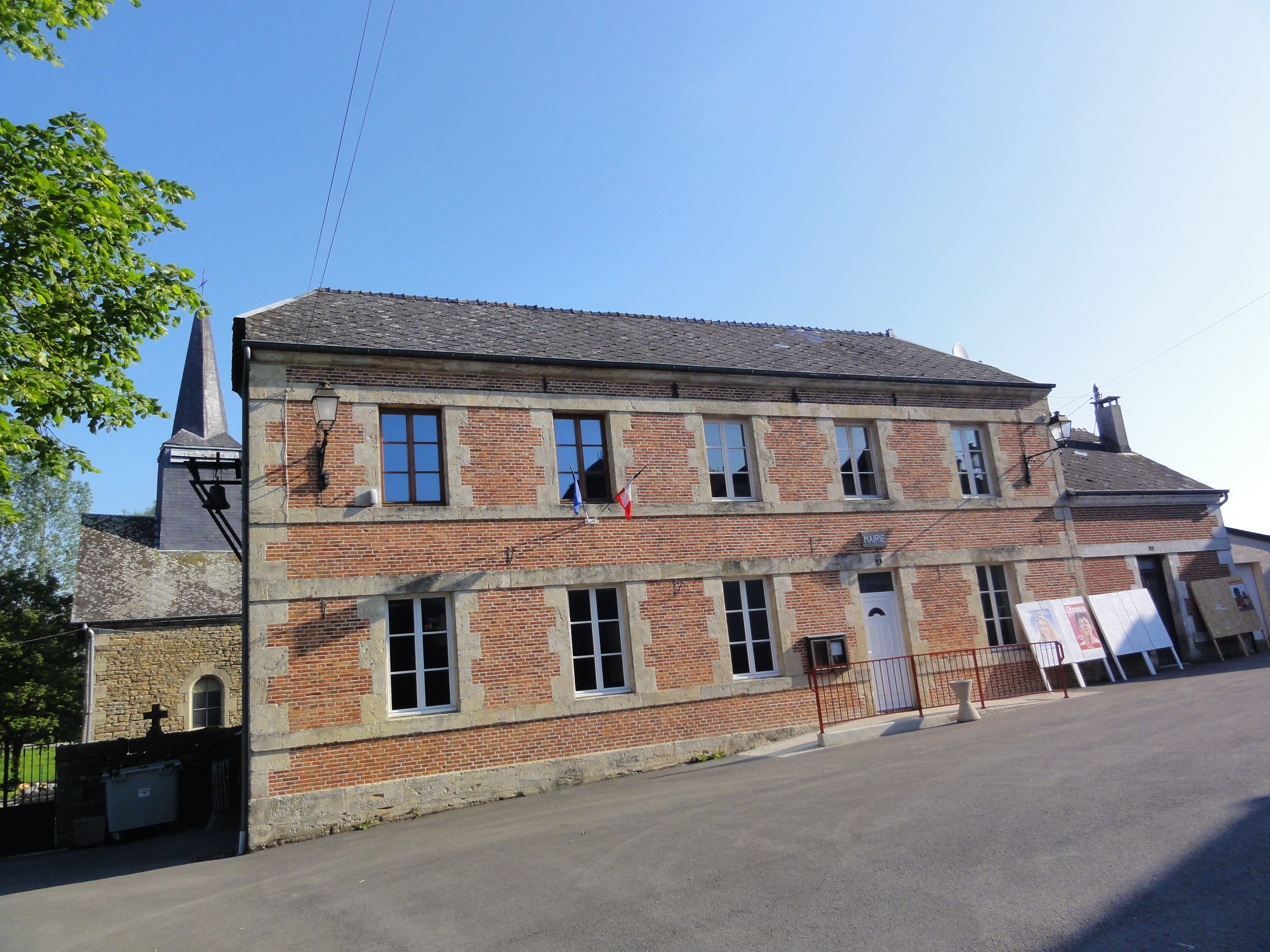
Мэрия
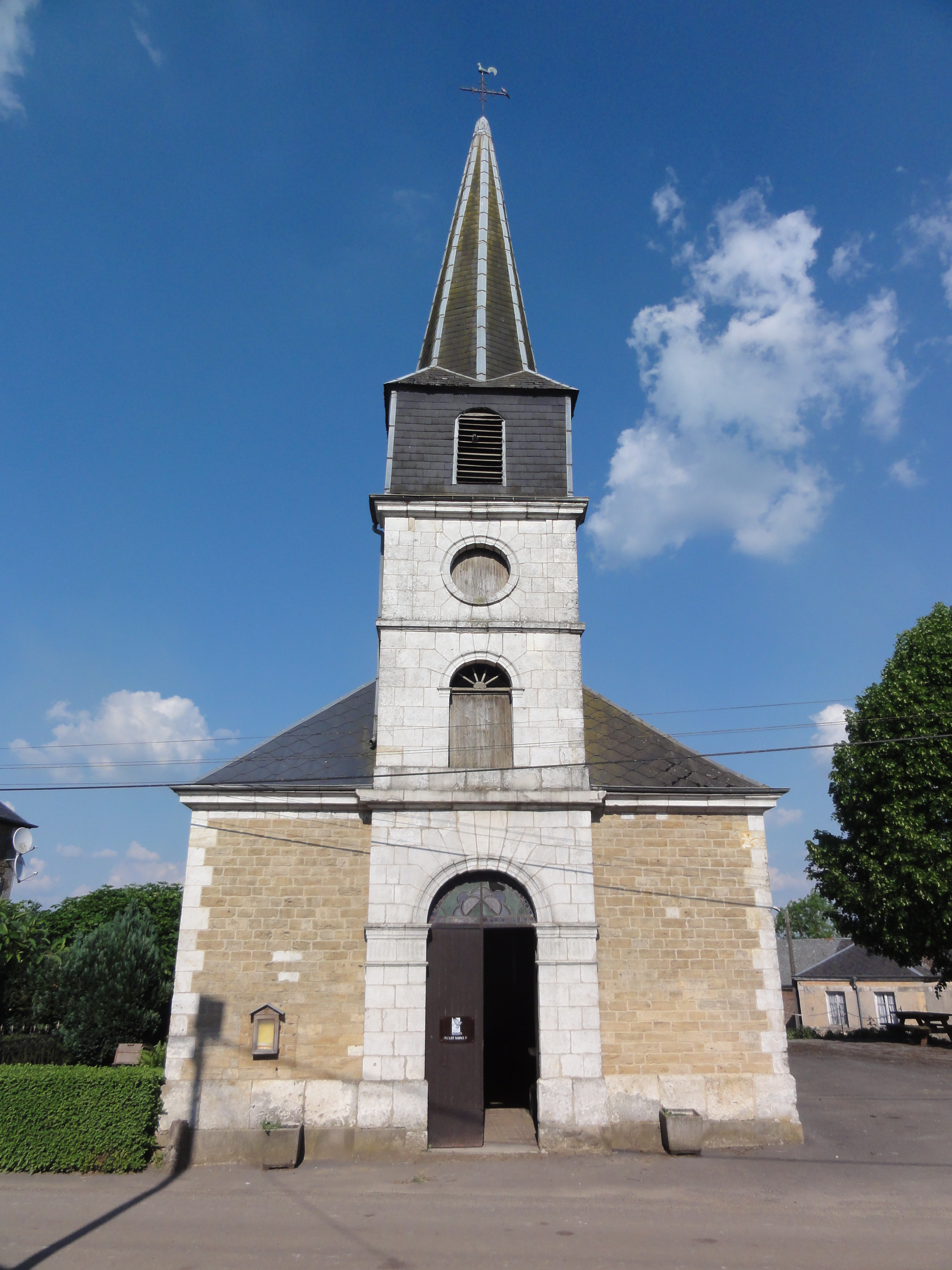
Церковь Сен-Реми
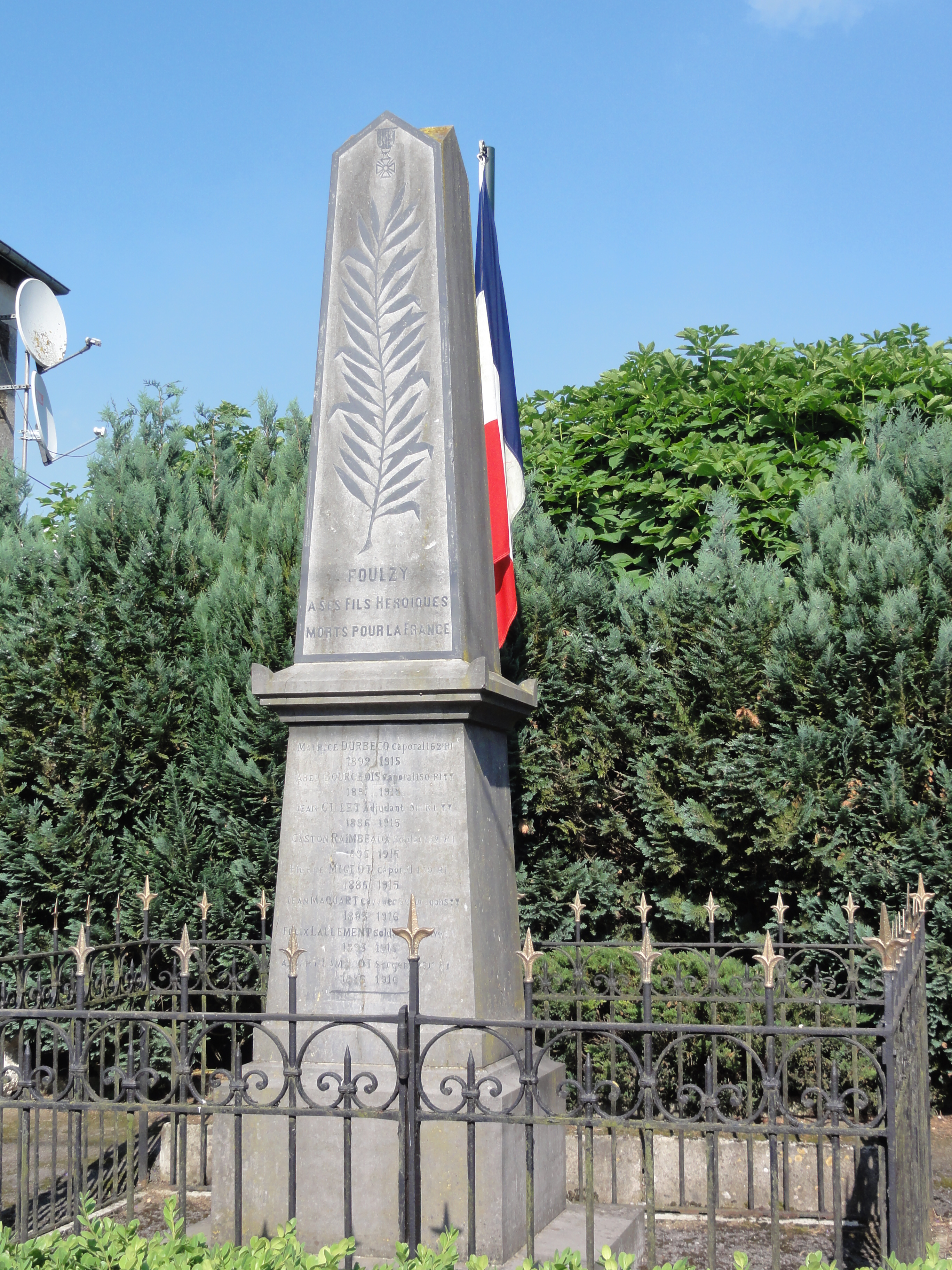
Памятник погибшим в Первой мировой войне
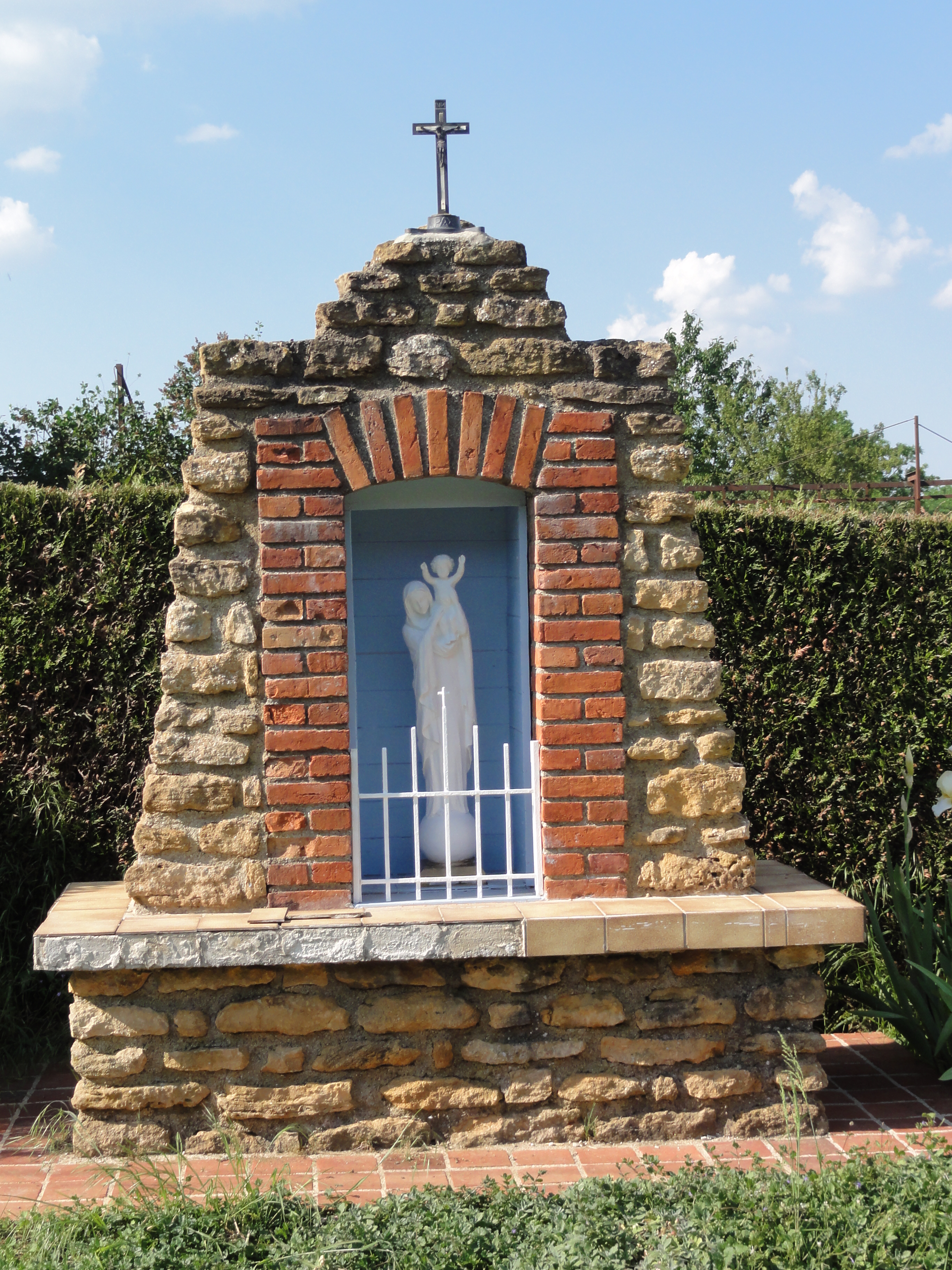
Часовня-ораторий